# Maraludevanapura, Magadi
Maraludevanapura là một làng thuộc tehsil Magadi, huyện Ramanagara, bang Karnataka, Ấn Độ.